# Tariq Ramadan
Tariq Ramadan (en àrab: طارق رمضان) (Ginebra, 26 d'agost de 1962) és un filòsof i escriptor suís musulmà. És catedràtic d'Estudis islàmics contemporanis a la St Antony College i a la Facultat de Teologia i Religió de la Universitat d'Oxford, però durant el 2018 prengué un acord d'excedència.
És professor visitant a la Facultat d'Estudis islàmics a la Universitat Hamad Bin Khalifa de Qatar, i a la Université Mundiapolis de Marroc. És també company de recerca sènior a la Universitat Doshisha del Japó. És el director del Centre de Recerca de Legislació islàmica i Ètica (CILE), situat a Doha. És membre del Grup Consultiu de Llibertat de culte o creença del Ministeri d'Afers Exteriors i de la Commonwealth del Regne Unit. L'any 2000 fou escollit per la revista Time com un dels set innovadors religiosos del segle XXI i l'any 2004 com una de les 100 persones més influents del món i per lectors de la revista Foreign Affairs (2005, 2006, 2008-2010, 2012-2015) com un dels 100 pensadors més influents del món en clau global. Ramadan es descriu com a "reformista salafista".
El novembre de 2017 decidí deixar la docència a la Universitat d'Oxford i agafar-se un temps d'excedència per contestar acusacions de violació i mala conducta sexual. La universitat assenyalà en declaracions que una "excedència pactada no implica cap acceptació o presumpció de culpabilitat". El febrer 2018 fou formalment acusat de violació a dues dones. Ell negà l'acusació i demandà a una de les acusadores per difamació. Actualment és a la presó a l'espera de judici.

## Obres publicades
Ramadan ha publicat llibres en francès i anglès, alguns dels quals han estat traduïts a altres llengües.

### Llibres en francès
- (1994, augmentat el 1998) Les musulmans dans la laïcité: responsabilités et droits des musulmans dans les sociétés occidentales. Lió: Tawhid. ISBN 978-2-90-908737-5
- (1995) Islam, le face à face des civilisations: quel projet pour quelle modernité ?. Lió: Tawhid. ISBN 978-2-90-908731-3
- (1998) Aux sources du renouveau musulmans: d'al-Afghānī à Ḥassan al-Bannā un siècle de réformisme islamique. París: Bayard Éditions/Centurion. ISBN 978-2-22-736314-4
- (1999) Peut-on vivre avec l'islam (amb Jacques Neirynck). Lausana: Favre. ISBN 978-2-82-890626-9
- (1999) Être musulman européen : étude des sources islamiques à la lumière du contexte européen (amb Claude Dabbak). Lió: Tawhid. ISBN 978-2-90-908743-6
- (2000) L'islam et les musulmans, grandeur et décadence : dans le quotidien de nos vies. Beirut: Éditions Al-Bouraq. ISBN 978-2-84-161008-2
- (2000) L'Islam en questions (amb Alain Gresh). París: Sindbad: Actes Sud. ISBN 978-2-74-272916-6
- (2001) Entre l'homme et son cœur. Lió: Tawhid. 978-2-90-908767-2
- (2001) Le face à face des civilisations: quel projet pour quelle modernité. Lió: Tawhid. ISBN 978-2-90-908758-0
- (2002) De l'islam. Lió: Tawhid. ISBN 978-2-90-908780-1
- (2002) Jihād, violence, guerre et paix en islam. Lió: Tawhid. ISBN 978-2-90-908784-9
- (2002) Dār ash-shahāda: l'Occident, espace du témoignage. Lió: Tawhid. ISBN 978-2-90-908783-2
- (2002) Musulmans d'occident: construire et contribuer. Lió: Tawhid. ISBN 978-2-90-908781-8
- (2002) La foi, la voie et la résistance. Lió: Tawhid. ISBN 978-2-90-908782-5
- (2003) Le saint Coran, chapitre ʿAmma: avec la traduction en langue française du sens de ses versets. Lió: Tawhid. ISBN 978-2-84-862003-9
- (2003) Arabes et musulmans face à la mondialisation : le défi du pluralisme. Lió: Tawhid. ISBN 978-2-84-862017-6
- (2003) Les musulmans d'Occident et l'avenir de l'islam. París: Sindbad: Actes Sud. ISBN 978-2-74-274005-5
- (2005) Faut-il faire taire Tariq Ramadan ? : suivi d'un entretien avec Tariq Ramadan (amb Aziz Zemouri). París: L'Archipel. ISBN 978-2-84-187647-1
- (2006) Muhammad vie du prophète: les enseignements spirituels et contemporains. París: Presses du Châtelet. ISBN 978-2-84-592201-3
- (2008) Un chemin, une vision: être les sujets de notre histoire. Lió: Tawhid. ISBN 978-2-84-862149-4
- (2008) Face à nos peurs : le choix de la confiance. Lió: Tawhid. ISBN 978-2-84-862148-7
- (2008) Quelques lettres du cœur. Lió: Tawhid. ISBN 978-2-84-862147-0
- (2008) Faut-il avoir peur des religions? (amb Élie Barnavi i Jean-Michel Di Falco Léandri). París: Éditions Mordicus. ISBN 978-2-75-570403-7
- (2008) Islam, la réforme radicale: éthique et libération. París: Presses du Châtelet. ISBN 978-2-84-592266-2
- (2009) Mon intime conviction. París: Presses du Châtelet. ISBN 978-2-84-592290-7
- (2009) L'autre en nous: pour une philosophie du pluralisme : essai. París: Presses du Châtelet. ISBN 978-2-84-592282-2
- (2011) L'islam et le réveil arabe. París: Presses du Châtelet. ISBN 978-2-84-592329-4
- (2014) Au péril des idées: les grandes questions de notre temps (amb Edgar Morin). París: Presses du Châtelet. ISBN 978-2-84-592551-9
- (2014) De l'Islam et des musulmans: réflexions sur l'Homme, la réforme, la guerre et l'Occident. París: Presses du Châtelet. ISBN 978-2-84-592417-8
- (2015) Introduction à l'éthique islamique: les sources juridiques, philosophiques, mystiques et les questions contemporaines. París: Presses du Châtelet. ISBN 978-2-84-592607-3
- (2016) Le génie de l'islam. París: Presses du Châtelet. ISBN 978-2845926318

### Llibres en anglès
- (1999) To Be a European Muslim: a Study of Islamic Sources in the European Context. Leicester, Anglaterra: Islamic Foundation. ISBN 978-0-86-037300-1
- (1999) Muslims in France: the way towards coexistence. Markfield, Leicester, Anglaterra: Islamic Foundation. ISBN 978-0-86-037299-8
- (2001) Islam, the West and the Challenges of Modernity (amb Saïd Amghar). Leicester, Anglaterra: Islamic Foundation. ISBN 978-0-86-037311-7
- (2004) Globalisation: Muslim resistances (multilingüe: EN, FR, DE, IT, ES). Lió: Tawhid. ISBN 978-2-84-862016-9
- (2004) Western Muslims and the Future of Islam. Oxford; Nova York: Oxford University Press. ISBN 978-0-19-803820-7
- (2007) In the Footsteps of the Prophet: Lessons from the Life of Muhammad. Nova York: Oxford University Press. ISBN 978-0-19-530880-8
- (2007) The Messenger: the Meanings of the Life of Muhammad. Londres: Allen Lane. ISBN 978-0-71-399960-0 ISBN 978-1-84-614025-9
- (2008) Radical Reform: Islamic Ethics and Liberation. Oxford; Nova York: Oxford University Press. ISBN 978-0-19-533171-4
- (2009) What I Believe. Nova York: Oxford University Press. ISBN 978-0-19-538785-8
- (2010) The Quest for Meaning: Developing a Philosophy of Pluralism. Londres: Allen Lane. ISBN 978-1-84-614152-2 ISBN 978-1-84-614151-5
- (2011) On Super-Diversity (multilingüe: EN, NL, AR). Rotterdam: Witte de With Publishers; Berlín: Sternberg Press. ISBN 978-1-93-410577-1
- (2012) Islam and the Arab Awakening. Oxford; Nova York: Oxford University Press. ISBN 978-0-19-993373-0
- (2012) The Arab Awakening: Islam and the New Middle East. Londres: Allen Lane. ISBN 978-1-84-614650-3
- (2017) Islam: The Essentials. Londres: Pelican. ISBN 978-0141980508
- (2017) Introduction to Islam. Oxford University Press. ISBN 978-0190467487